# Bonnie & Clyde (minissérie)
Bonnie & Clyde (também conhecida como Bonnie and Clyde: Dead and Alive)  é uma minissérie televisiva estadunidense de 2013 sobre os criminosos Bonnie e Clyde, estrelado por Emile Hirsch como Clyde Barrow e Holliday Grainger como Bonnie Parker. A minissérie de duas partes foi transmitida em noites consecutivas, em 8 e 9 de dezembro de 2013, simultaneamente nos canais A&E, History e Lifetime (todos de propriedade da A&E Networks). As primeiras pré-visualizações foram lançadas em 23 de setembro de 2013. A minissérie foi amplamente criticada por suas imprecisões históricas, principalmente porque foi exibida no History.

## Sinopse
A minissérie de duas partes é baseada na história de Bonnie Parker e Clyde Barrow. Clyde, um ladrão condenado e carismático, cresceu na zona rural do Texas com seu irmão mais velho Buck. Os dois já cometeram numerosos assaltos e roubos, o que os levou a entrar e sair da prisão. Quando Buck acaba na prisão novamente, Clyde se apaixona por Bonnie - uma jovem garçonete de cidade pequena, impressionável e ambiciosa, que já é casada e deseja tornar-se uma estrela de cinema em Hollywood. Juntos, no início da década de 1930, o casal começa a praticar os crimes mais infames da história dos Estados Unidos.

## Elenco
- Emile Hirsch como Clyde Barrow, assaltante de bancos e motorista de fuga
- Holliday Grainger como Bonnie Parker, garçonete casada que tornou-se ladra de bancos
- Lane Garrison como Marvin "Buck" Barrow, irmão mais velho de Clyde
- Sarah Hyland como Blanche Barrow, jovem esposa de Buck, membro da gangue Barrow
- Holly Hunter como Emma Parker, mãe de Bonnie
- William Hurt como Frank Hamer, Texas Ranger aposentado que retirou-se da aposentadoria para rastrear e capturar Bonnie e Clyde
- Austin Hebert como Ted Hinton, vice-xerife do Condado de Dallas e membro da patrulha de captura de Bonnie e Clyde
- Elizabeth Reaser como P.J. Lane, repórter do jornal The Herald que escrevia sobre a onda de crimes de Bonnie e Clyde
- Desomnd Phillips como Ray Hamilton, assaltante de bancos e primeiro membro da gangue de Bonnie e Clyde
- Aaron Jay Rome como Ralph Fults, fora da lei e membro da da gangue Barrow
- Garrett Kruithof como Henry Methvin, assaltante de bancos e último membro da gangue Barrow
- Jonathan Vane como Capitão Harley Grace